# Amastris froeschneri
Amastris froeschneri är en insektsart som beskrevs av Broomfield 1976. Amastris froeschneri ingår i släktet Amastris och familjen hornstritar. Inga underarter finns listade i Catalogue of Life.